# Tiroler Sparkasse
Die Tiroler Sparkasse Bankaktiengesellschaft Innsbruck ist ein Kreditinstitut in Rechtsform einer Aktiengesellschaft mit Sitz in Innsbruck. Es wurde 1822 gegründet und nimmt mit einem Marktanteil von rund 30 % bei Privatkunden und knapp 50 % bei Firmenkunden eine führende Position in ihrem regionalen Markt ein (Stand 2006). Privatkunden, Freiberufler und die mittelständische Wirtschaft stehen dabei im Fokus. Die Tiroler Sparkasse ist Teil der Österreichischen Sparkassengruppe. Zudem ist sie Mitglied im Sparkassen-Haftungsverbund, der die Auszahlung der Kundeneinlagen über den gesetzlich gesicherten Betrag von 100.000 Euro hinaus garantiert.

## Kennzahlen
Ende 2021 betreute die Tiroler Sparkasse Bankaktiengesellschaft Innsbruck 155.000 Kunden und beschäftigte zusammen mit ihren Tochterunternehmen und Verbundpartnern 401 Mitarbeiter. Neben der Zentrale am Sparkassenplatz verfügt sie über 25 Filialen und 25 Selbstbedienungs- und Bankomat-Standorte (hauptsächlich in den Bezirken Innsbruck-Stadt und Innsbruck-Land) sowie das „wohn²Center“ am Sparkassenplatz 1.
Die Bilanzsumme betrug 2021 rund 4,521 Milliarden Euro.

## Besitzerstruktur
Die Erste Bank hält zum 31. Dezember 2018 mit rund 74,99 % die Mehrheit an der Tiroler Sparkasse Bankaktiengesellschaft Innsbruck. Die restlichen 25,01 % befinden sich im Besitz der Privatstiftung der Sparkasse Innsbruck-Hall, Tiroler Sparkasse.

## Geschichte
In wirtschaftlich schwierigen Jahren gründen Karel Chotek und Felix Adam von Riccabona 1822 die Sparkasse zu Innsbruck als erstes Geldinstitut Tirols und zweitälteste Vereinssparkasse Österreichs. Ziel war es, die Ersparnisbildung und finanzielle Vorsorge breiter Bevölkerungsschichten zu fördern sowie die Ersparnisbildung für die wirtschaftliche Entwicklung in der Region einzusetzen. Die Stadt Innsbruck stellt im damaligen Rathaus neben dem Stadtturm das erste Geschäftslokal zur Verfügung.
Die Sparkasse wurde 1822 ein allgemeines Sparinstitut und kann damit von allen Bevölkerungsschichten genutzt werden. Bis dahin galt das nur für sozial und wirtschaftlich Benachteiligte. 1866 übersiedelte das Institut in das Magistratsgebäude am Pfarrplatz 2, dem heutigen Domplatz. 1877 bezog die Sparkasse ihre spätere Liegenschaft in der Erlerstraße. Sie erhielt 1885 satzungsmäßig den Namen Sparkasse der Stadt Innsbruck. Der erste Weltspartag wurde 1925 veranstaltet. Im selben Jahr wurde die erste Wechselstube in der Maria-Theresien-Straße eröffnet.
Die Hauptstelle der Tiroler Bauernsparkasse in Innsbruck ging 1943 in der Sparkasse der Stadt Innsbruck auf. 1955 wurde der Sparefroh „geboren“. Ein Jahr später wurde die erste Filiale in Pradl eröffnet. Ein neues siebenstöckiges Gebäude wurde 1974 am Sparkassenplatz errichtet und erhielt die offizielle Adresse Sparkassenplatz 1. 1975 kam es zur Fusion mit der Sparkasse der Stadt Solbad Hall. Die Sparkasse führte nun den Namen Sparkasse der Stadt Innsbruck mit Sparkasse der Stadt Hall. Der erste Bankomat Tirols wurde 1980 in der Sparkassenpassage in Betrieb genommen.
Das Institut änderte 1982 seinen Namen in Sparkasse Innsbruck-Hall, Tiroler Sparkasse. Ein Jahr darauf erfolgte die Verleihung des Rechts zur Führung und Verwendung des Tiroler Landeswappens. Die Tirolinvest KAG wurde 1988 als Tirols einzige Fondsgesellschaft gegründet. 1990 wurde das gesamte bankgeschäftliche Unternehmen der Sparkasse in die Tiroler Sparkasse Bankaktiengesellschaft Innsbruck eingebracht. Die Erste Bank wurde 2001 Mehrheitseigentümerin der Tiroler Sparkasse. Damit wurde die Tiroler Sparkasse Teil der Erste Group (mit rund 15,7 Millionen Kunden). 2007 wurde die Filiale Innsbruck der Zweiten Sparkasse eröffnet. 2017 wurde die Tirolinvest KAG mit der Erste-Sparinvest Kapitalanlagegesellschaft m.b.H. verschmolzen.